# Naftali Bon
Naftali Bon (Kenia, 9 de octubre de 1945) es un atleta keniano retirado, especializado en la prueba de 4x400 m en la que llegó a ser subcampeón olímpico en 1968.

## Carrera deportiva
En los JJ. OO. de México 1968 ganó la medalla de plata en los relevos 4x400 metros, con un tiempo de 2:59.64 segundos, llegando a meta tras Estados Unidos que con 2:56.16 segundos batió el récord del mundo, y por delante de Alemania Occidental, siendo sus compañeros de equipo: Munyoro Nyamau, Daniel Rudisha y Charles Asati.